# Condado de Xiangtan
Xiangtan  (en chino, 湘潭; pinyin, Xiāngtán) es un condado  bajo la administración directa de la Prefectura Xiangtan en la Provincia de Hunan, República Popular China.  Su área es de 2140 km² y su población total para 2010 superó los 900 mil habitantes. 

## Administración
Desde octubre de 2023, el  Condado Xiangtan  se divide en 17 pueblos que se administran en 14 poblados y 3  villas.